# アレクセイ・スミルノフ
アレクセイ・スミルノフ(Alexei Smirnov,1977年10月9日- ）は、ロシア・サマラ州トリヤッチ出身の卓球選手。

## 略歴
7歳で卓球を始める。1992年にチェコのTopolcanyで行われたヨーロッパユース卓球選手権のカデットの部で団体優勝、1994年パリで行われたヨーロッパユース選手権の男子ダブルスで優勝、1995年ハーグで行われた同大会では男子シングルス、ダブルス、混合ダブルスの三冠を達成した。この年天津で行われた世界選手権に初出場を果たす。これまでの最高成績はシングルスは2005年上海大会のベスト32、団体では2006年ブレーメン大会の6位。
アテネオリンピックではダブルスで4位に入った。ヨーロッパトップ12に2003年から連続出場しており、2005年にはベラルーシの強豪、サムソノフを破って優勝している。ダブルスでは2005年、2007年のヨーロッパ選手権でベスト4にそれぞれ入っている。

## プレースタイル
YG(逆横回転系の)サービスからの展開を得意としており、ほとんど後ろには下がらずに前陣をキープして速い打球点(ライジング)で捉えた両ハンドドライブやハーフボレー、カウンターといったプレーで相手を圧倒する。
また球の見極めに優れており、相手のロビングやフィッシュに惑わされて打ち損じる事はほとんど無い。

## 主な戦績
- 1992年
  - ヨーロッパユース選手権 カデットの部 男子団体優勝
- 1994年
  - ヨーロッパユース選手権パリ大会 ジュニアの部 男子ダブルス優勝
- 1995年
  - ヨーロッパユース選手権デン・ハーグ大会 男子シングルス優勝、男子ダブルス優勝、混合ダブルス優勝
- 2003年
  - ヨーロッパ選手権クールマイヨール大会 男子ダブルス準優勝（ドミトリ・マズノフと）
- 2004年
  - アテネオリンピック 男子ダブルス 4位（ドミトリ・マズノフと）
  - ヨーロッパトップ12 ベスト4
- 2005年
  - 第48回世界卓球選手権個人戦上海大会 男子シングルス ベスト32
  - ヨーロッパ選手権オーフス大会 男子ダブルス ベスト4（ドミトリ・マズノフと）、混合ダブルス ベスト4
  - ヨーロッパトップ12 優勝
- 2006年
  - 第48回世界卓球選手権団体戦ブレーメン大会 男子団体6位
- 2007年
  - ヨーロッパ選手権ベオグラード大会 男子ダブルス ベスト4（ドミトリ・マズノフと）、混合ダブルス ベスト4
  - ヨーロッパトップ12 ベスト4
- 2008年
  - ヨーロッパトップ12 ベスト4
- 2011年
  - ヨーロッパトップ12 ベスト4

## その他
- 上記の通り7歳から卓球を始めたが、スミルノフ自身、スポーツについては卓球に限らず「スポーツの世界でうまくなるには早い段階からやるべき」との見解を示している。
- 1日5～6時間の練習をしている（体力トレーニングを含む）。
- 妻、ビクトリアとアナスタシアという双子の娘と共にベルギーに在住。
- スミルノフ曰く、「中国の独占状態は気になるが、中国と戦える次の世代が出てきている（ドイツ・イギリス・スウェーデン・ロシア）」とのこと。
- 現在のヨーロッパ選手で中国選手と戦えるのは、「ボル・サムソノフ・クレアンガ・自分など」と答えている。
- 中国最高のプレイヤーは王励勤であるとも答えている。理由は「弱点がないから」。